# Босна
Вижте пояснителната страница за други значения на Босна.
Босна е историко-географска област, заемаща северната и централната част от днешната държава Босна и Херцеговина.

## География
Разположена е на Динарските планини, на север се простира до Панонската низина, от която я разделя река Сава. На изток се дели от Сърбия чрез река Дрина. На юг Босна граничи с друга историческа област, днес в състава на държавата Босна и Херцеговина, а именно областта Херцеговина.
Заема към 41 000 km², което прави около 80% от територията на днешната обща държава. Няма точно установена граница между историческите области Босна и Херцеговина, неофициално тя започва южно от Иван планина.

## История
Двете области образуват геополитическа общност още през Средновековието. Често названието „Босна“ се използва за обозначаването и на двете исторически области, а също така се нарича неофициално и днешната държава Босна и Херцеговина. Официално названието, включващо имената и на двете исторически области, започва да се използва след 1853 в последвалата окупация от Австро-Унгария.
Босненската бановина съществува като държава от XII до XIV в. От 1377 г. е преименувана в Босненско кралство от Твърдко I и просъществува до 1463 г., когато пада под османска власт. През 1320 г. Босненското кралство включва и земите на по-късно оформилата се историческа област Херцеговина. Като част от Османската империя от 1463 – 1878 Босна има статут на отделен санджак, който включва и Херцеговина до средата на 19 век. Общата област получава името Босна и Херцеговина през 1853 г. в резултат на сложни политически събития.